# Виолье, Анри Франсуа Габриэль
Анри Франсуа Габриэль Виолье, Франц-Гавриил Виолье (фр. Henri François Gabriel Viollier; 4 октября 1750, Женева — 28 февраля 1829, Санкт-Петербург или 1752 — 1839) — российский архитектор и живописец швейцарского происхождения.

## Биография
Работал во Франции, затем при вюртембергском герцогском дворе. Масон. В 1780 г. (по другим данным, в 1776 году) по приглашению великой княгини Марии Фёдоровны прибыл в Россию из Вюртемберга, области на юго-западе Германии — родины Марии Фёдоровны, урождённой принцессы Вюртембергской. Служил преимущественно при «малом дворе» великого князя Павла Петровича и Марии Фёдоровны, первоначально в должности «инспектора кабинетов картин и эстампов». В этой должности Виолье Старший (прозванный так в отличие от брата, Габриэля Виолье, секретаря Марии Фёдоровны) сопровождал великокняжескую чету в путешествии по Европе под именами графа и графини Северных в 1781—1782 годах. Именно Виолье руководил приобретением картин, мебели, шпалер, изделий из бронзы, фарфора, тканей и всех деталей обстановки для будущего дворца в селении Павловское. В Павловском Виолье руководил строительными работами по возведению дворца (автор проекта Ч. Камерон безвыездно находился в Царском Селе), разрабатывал убранство интерьеров, делал рисунки декоративных росписей, лепки и даже рисунки мебели, по которым работали русские мастера.
Виолье работал в качестве архитектора и художника-декоратора также и в Гатчине, любимом имении Павла: по некоторым данным возвёл в парке павильон-шутку Берёзовый домик, внешне имитирующую поленницу берёзовых дров, а внутри содержащую изысканный зал с зеркалами; соорудил также Турецкую палатку с площадкой для игр, многие деревянные мосты, в оранжерее дворца, находившейся на конюшенном дворе (с 1797 г. Арсенальное каре) им был создан театральный зал. Участвовал в разработке проекта Михайловского (Инженерного) замка.
Помимо архитектуры, Виолье много работал как художник-миниатюрист. Кроме того, он занимался театром, излюбленным развлечением при Малом дворе. Он был постановщиком множества спектаклей, игравшихся «в продолжение многих лет дамами и кавалерами двора». В частности, в Гатчине он поставил пантомиму, в которой играл «сложную роль», концерт «Деревенский праздник» и «Праздник Ярмарки» (видимо, кукольный спектакль, на котором он руководил марионетками). По случаю закладки гатчинского госпиталя им был сочинен «Праздник мельницы».
В 1791 г. по неизвестной причине Виолье впал в немилость великого князя и был вынужден удалиться в Москву. В дальнейшем с воцарением Павла I служил инспектором кабинета эстампов и миниатюр в Зимнем дворце, в чине надворного советника. 3.02.1810 г. пожалован кавалером ордена Святой Анны II класса. Затем отбыл в Париж, но в 1812 году вернулся в Россию. Похоронен в Санкт-Петербурге на Волковом кладбище.

## Галерея

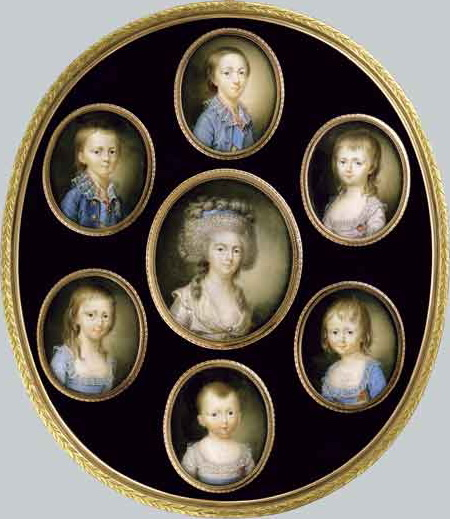
Императрица Мария Фёдоровна с детьми.
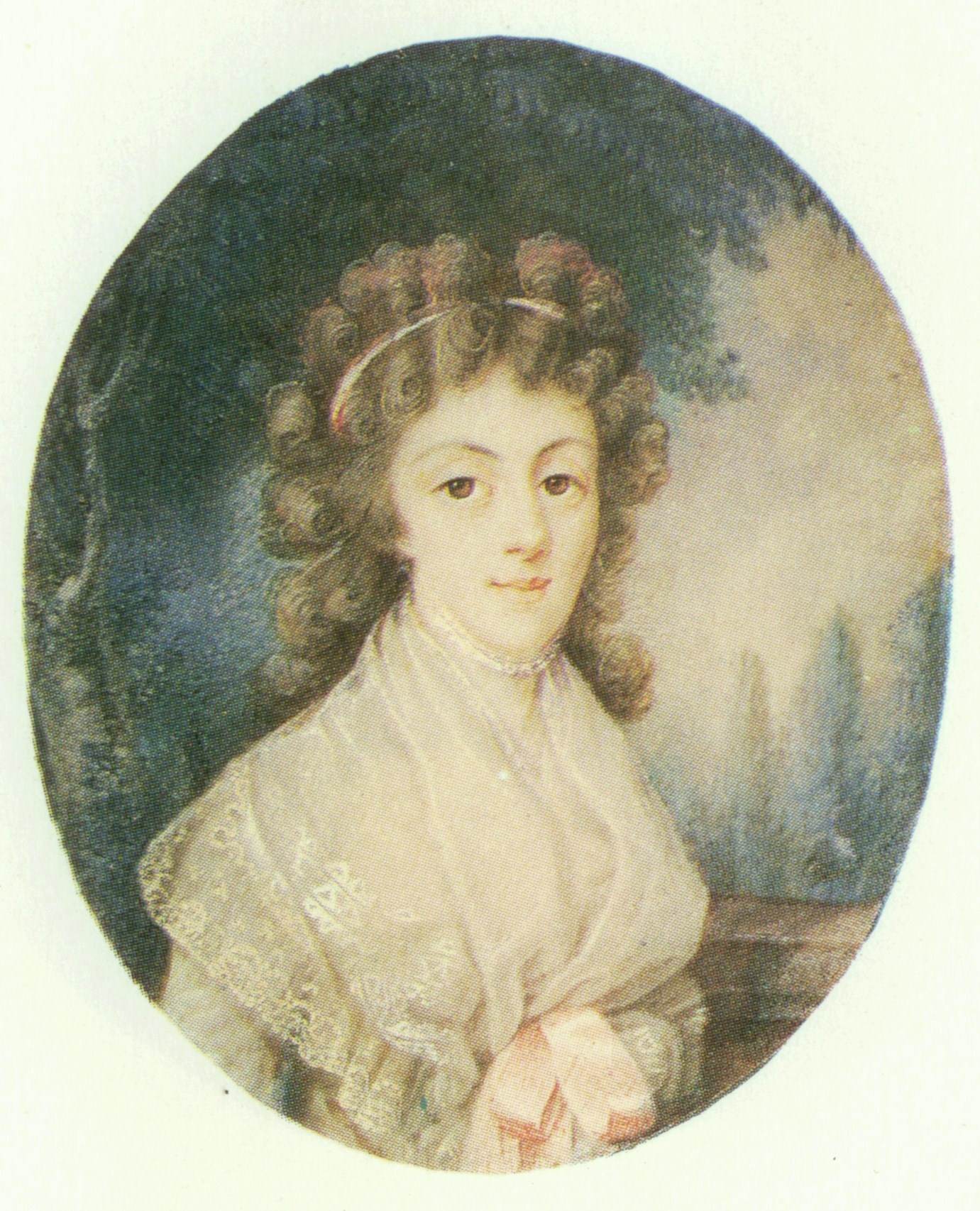
Княжна Анна Михайловна Долгорукова.
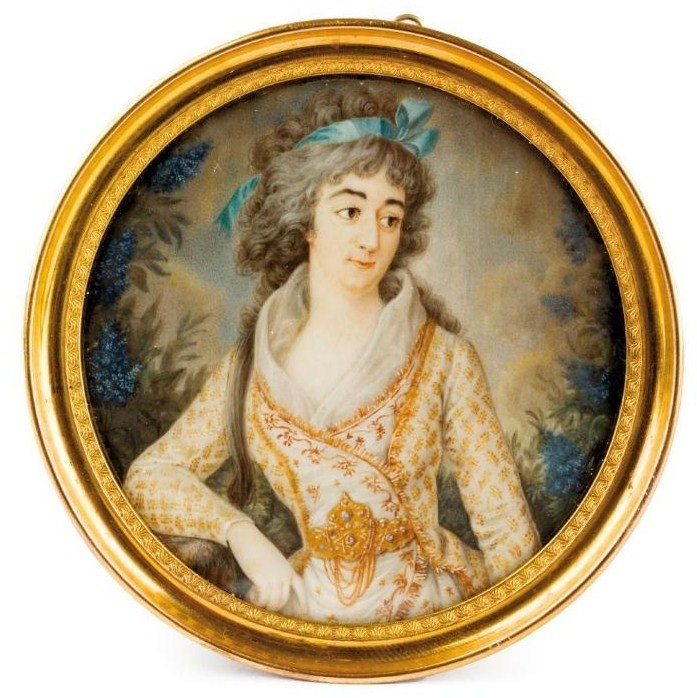
Княгиня Анна Александровна Голицына ур. княжна Грузинская.
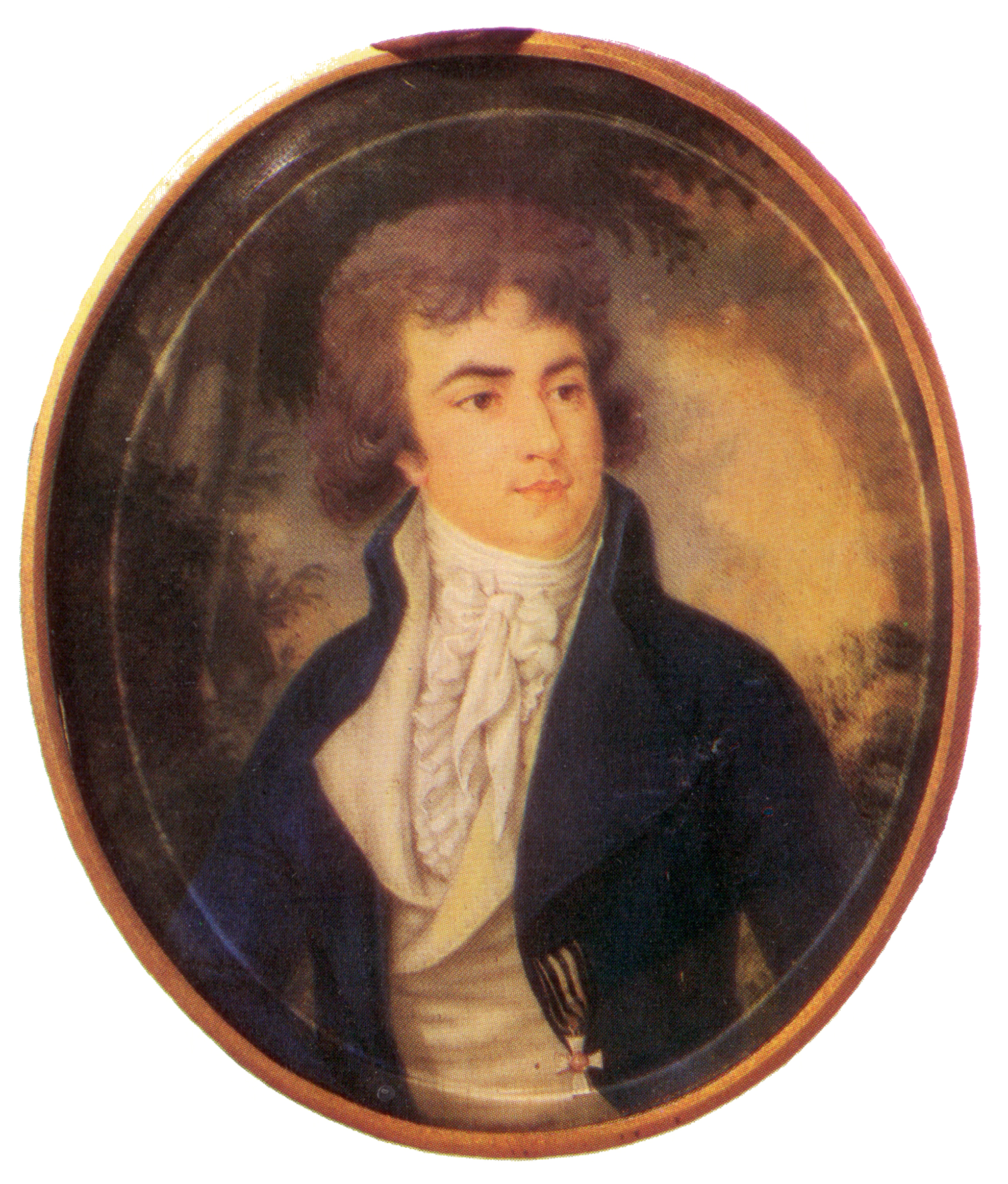
Князь Иван Алексеевич Гагарин. ГИМ.
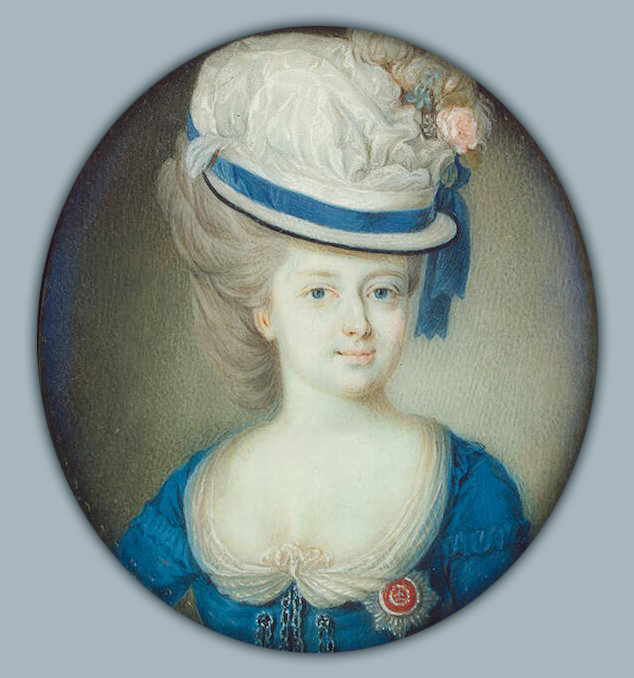
Портрет великой княгини Марии Федоровны.
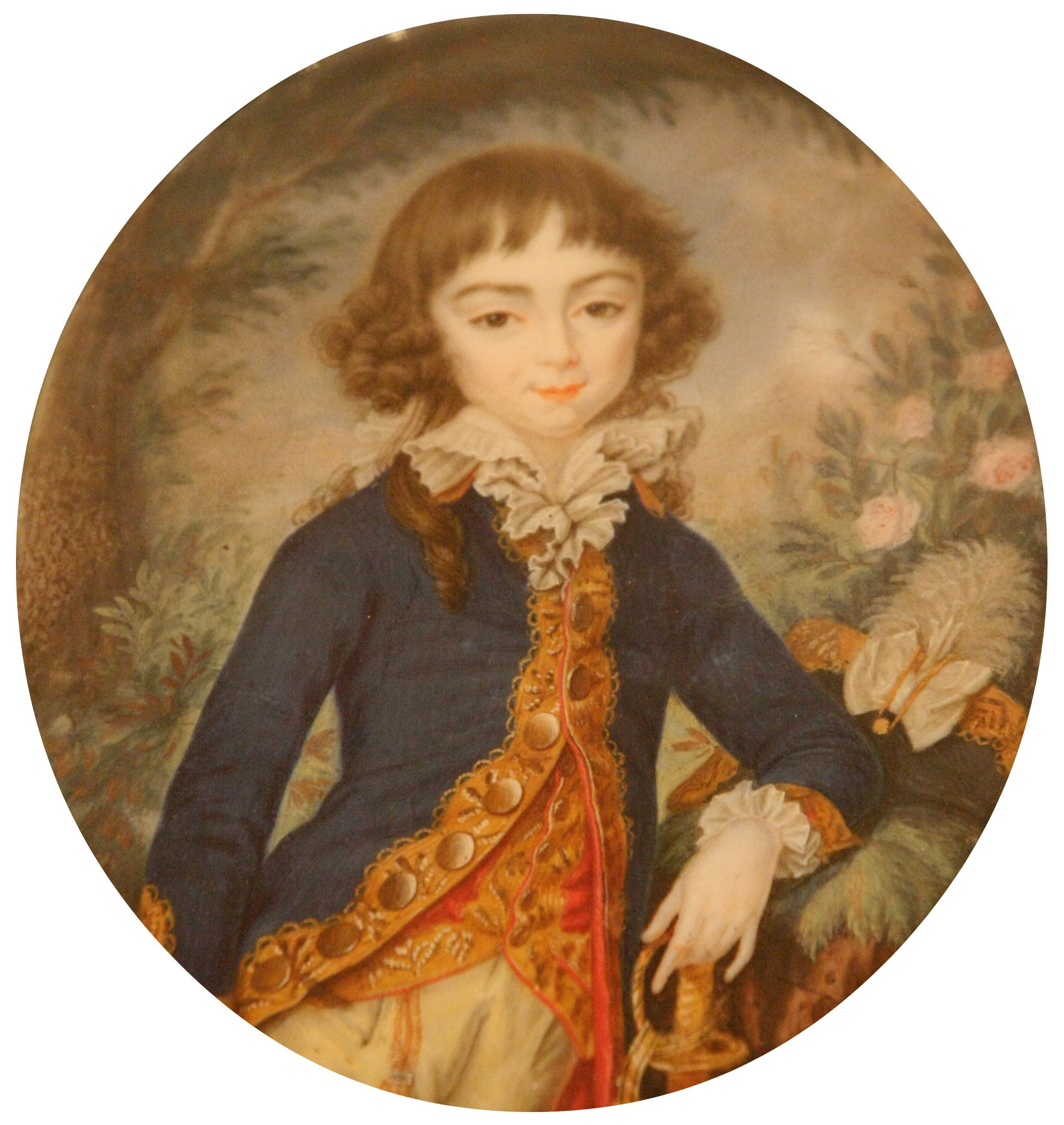
Александр Иванович Рибопьер в детстве.
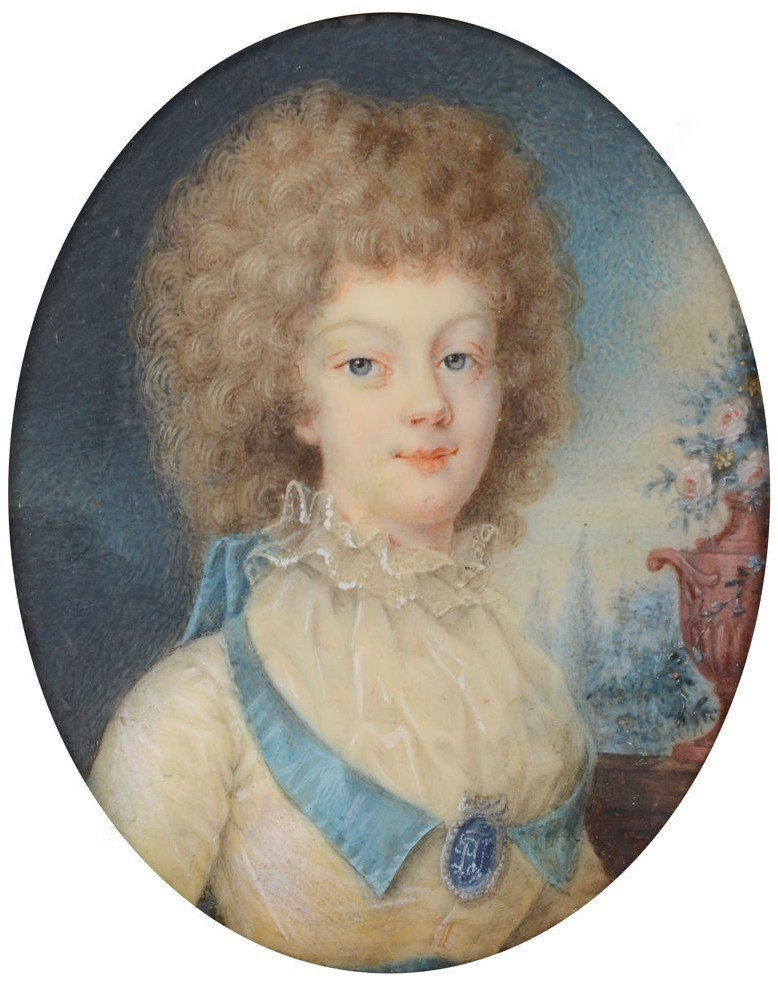
Графиня Наталья Петровна Головкина.
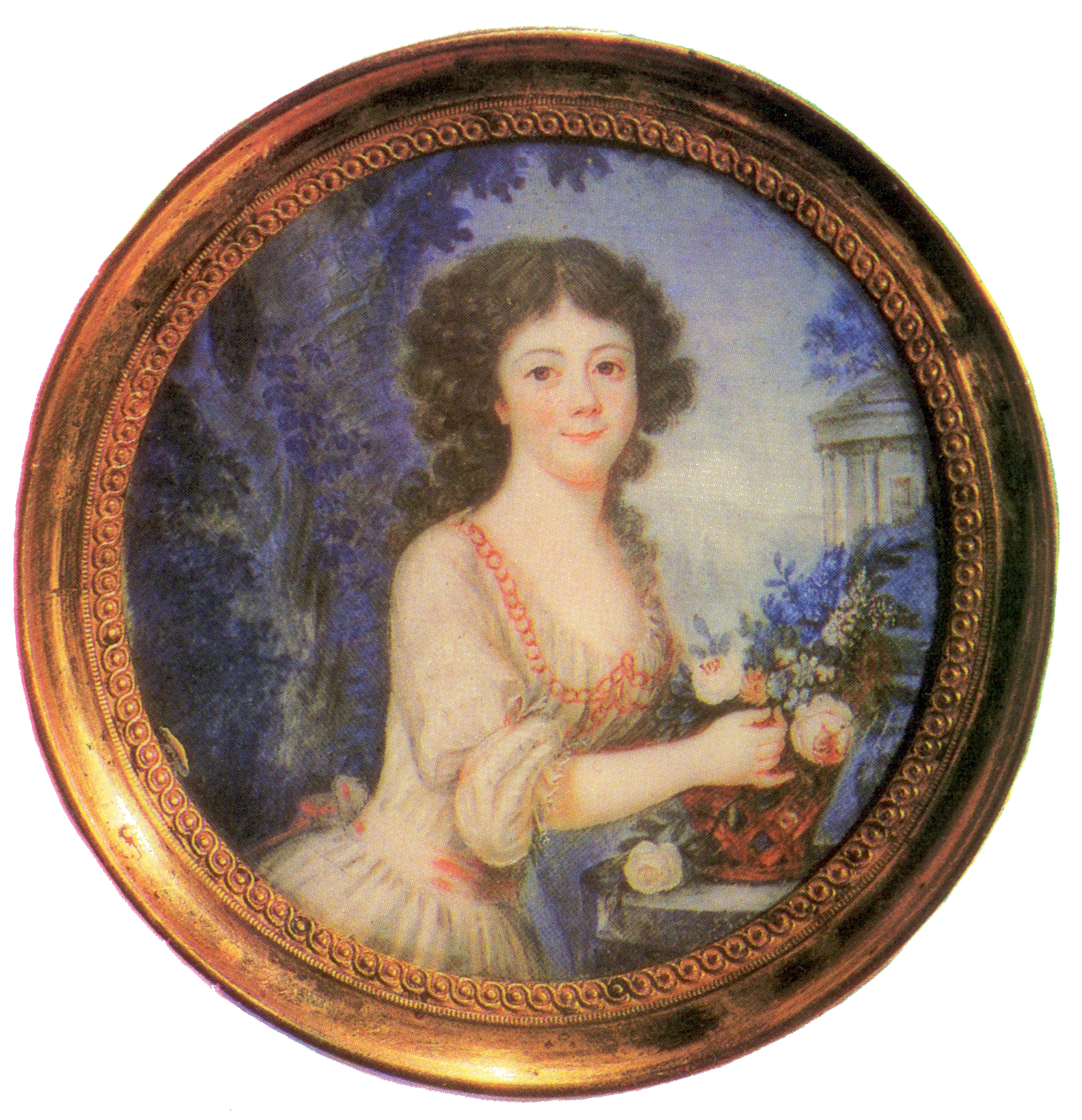
Княгиня Елизавета Ивановна Гагарина.
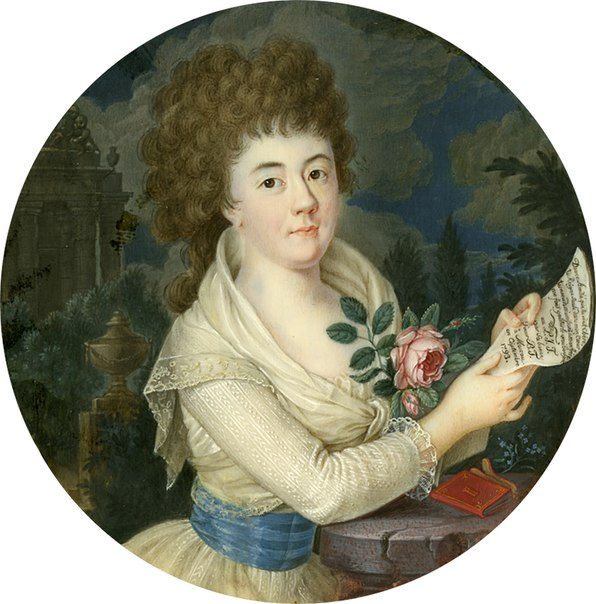
Княжна Варвара Николавна Трубецкая.
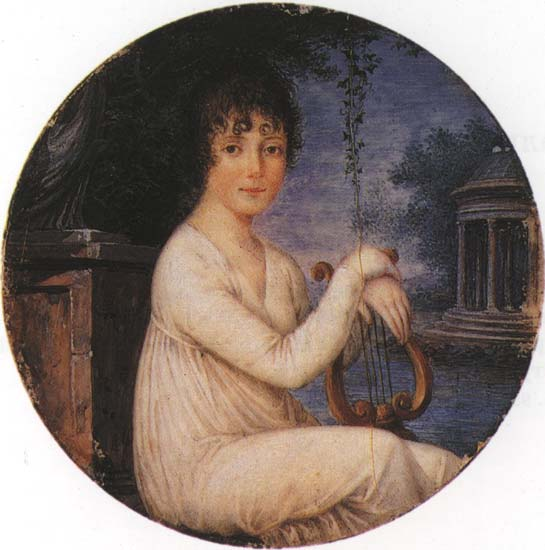
Жозефина Фридрихс. ГТГ.